# Isis Avis Loren
Isis Avis Loren es una drag queen australiana, conocida por ganar la tercera temporada de RuPaul's Drag Race Down Under.

## Carrera
Isis Avis Loren es una artista drag. Ganó en las categorías de Mejor Vestuario y Miss Simpatía en los Melbourne Drag Awards en 2019. Actúa en Vau d'vile como parte de Vau d'vile Vixens.
En 2023, compitió y ganó la tercera temporada de RuPaul's Drag Race Down Under.

## Vida personal
Isis actualmente reside en Melbourne, Australia. Cuando actúa como drag usa los pronombres «ella» y «elle». Fuera de drag utiliza tanto estos como también el pronombre masculino «él».

## Filmografía

### Televisión
| Año  | Título                        | Papel      | Notas       |
| ---- | ----------------------------- | ---------- | ----------- |
| 2021 | Rediscover Victoria           | Ella misma | 1 episodio  |
| 2023 | RuPaul's Drag Race Down Under | Ganadora   | 9 episodios |

| Predecesora: Spankie Jackzon | RuPaul's Drag Race Down Under 2023 | Sucesora: - |